# British Journal of Ophthalmology
Il British Journal of Ophthalmology è una rivista medica sottoposta a revisione paritaria, che tratta tutti gli aspetti dell'oftalmologia. La rivista è stata fondata nel 1917 dall'unione del Royal London (Moorfields) Ophthalmic Hospital Reports con l'Ophthalmoscope e l'Ophthalmic Record. La rivista è stata diretta per diversi anni da Stewart Duke-Elder. Attualmente, Jost Jonas, James Chodosh e Keith Barton sono i caporedattori.

## Indicizzazione
Gli abstract e gli articoli sono indicizzati da Index Medicus, PubMed, Current Contents, Excerpta Medica e Scopus.
Secondo il Journal Citation Reports, per il 2023 la rivista ha ricevuto un fattore di impatto pari a 3,8.
Al 2025 l'indice H è stato pari a 69 e quello a 5 anni è stato di 94, posizionando la rivista al terzo posto nella categoria oftalmologica e optometrica di Google Scholar.